# Elaeocarpus floribundus
Elaeocarpus floribundus är en tvåhjärtbladig växtart som beskrevs av Carl Ludwig von Blume. Elaeocarpus floribundus ingår i släktet Elaeocarpus och familjen Elaeocarpaceae. Utöver nominatformen finns också underarten E. f. tahanensis.